# 小河源一

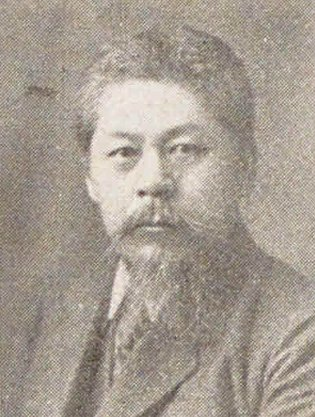
小河源一

小河 源一（おがわ げんいち、安政6年6月19日（1859年7月18日） - 大正5年（1916年）12月27日）は、日本の衆議院議員（立憲政友会→甲辰倶楽部→大同倶楽部→中央倶楽部→立憲同志会）、弁護士。

## 経歴
豊前国宇佐郡長洲村（現在の大分県宇佐市）出身。法学を学び、1886年（明治19年）に代言人試験に合格し、山口県で開業した。1893年（明治26年）、弁護士法が施行され、代言人が弁護士と改められるとともに、山口弁護士会会長に選出された。1895年（明治28年）には李鴻章狙撃犯の小山豊太郎の弁護を担当した。
それより先、1887年（明治20年）に山口県内の革新派で防長同士会を組織し、幹事となった。1895年には山口県自由党支部代議員に選出され、1898年（明治31年）には憲政党山口支部幹事、1901年（明治34年）には立憲政友会山口県支部幹事に就任した。
1902年（明治35年）、第7回衆議院議員総選挙に出馬し、当選。以後、連続6回当選を果たした。その間、1903年（明治36年）に奉答文事件への対応を不満として政友会を離党している。